# Nišor (Suva Reka)
Pour l’article homonyme, voir Nišor.
Nishor en albanais et Nišor en serbe latin (en serbe cyrillique : Нишор) est une localité du Kosovo située dans la commune/municipalité de Theranda/Suva Reka et dans le district de Prizren/Prizren. Selon le recensement de 2011, elle compte 1 203 habitants.

## Démographie

### Évolution historique de la population dans la localité
| 1948 | 1953 | 1961 | 1971 | 1981  | 1991  | 2011  |
| ---- | ---- | ---- | ---- | ----- | ----- | ----- |
| 703  | 767  | 802  | 970  | 1 154 | 1 385 | 1 203 |

|  |

### Répartition de la population par nationalités (2011)
En 2011, les Albanais représentaient 99,92 % de la population.